# Saverio Costanzo

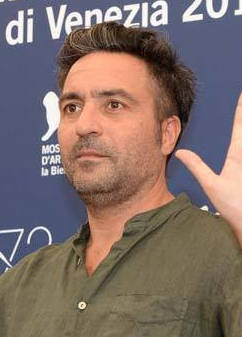
Saverio Costanzo

Saverio Costanzo (Rome, 28 september 1975) is een Italiaans regisseur en scenarioschrijver.

## Biografie
Saverio Costanzo is de zoon van Maurizio Costanzo en Flaminia Morandi, een journaliste.
Costanzo begon zijn carrière met de documentaire Sala Rossa. Deze laat het dagelijks werk zien op een eerstehulpafdeling in een ziekenhuis in Rome. De film Private is zijn debuut als regisseur. Deze film vertelt het verhaal van een Palestijns gezin en een groep Israëlische soldaten die gedwongen zijn om samen in een huis te wonen. De film kreeg diverse prijzen, zoals een Gouden Luipaard voor beste regiedebuut op het filmfestival van Locarno in 2004 en een David di Donatelloprijs in 2005 voor beste regiedebuut.
In 2010 kwam zijn vierde film uit: een bewerking van de roman La solitudine dei numeri primi (De eenzaamheid van de priemgetallen). Samen met Paolo Giordano schreef hij ook het scenario voor de film.

## Privéleven
Costanzo woont samen met actrice Alba Rohrwacher. Uit een eerdere relatie heeft hij twee kinderen.

## Filmografie
- Caffè mille luci – web TV (2001)
- Sala Rossa (2002)
- Private (2004)
- In memoria di me (2007)
- La solitudine dei numeri primi (2010)
- In Treatment – serie TV, 35 afleveringen (2013)
- Hungry Hearts (2014)